# Auxerrois
 Ovo je glavno značenje pojma Auxerrois. Za druga značenja pogledajte Auxerrois (razdvojba).
Auxerrois (Auxerrois bijeli, fr. Auxerrois blanc) je sorta bijelog grožđa. Dobila je naziv po  francuskoj pokrajini Auxerrois, koja je bila dio Burgundije.
Okus vina je neutralan s dosta kiseline i visokom koncentracijom alkohola. 
Aroma bi trebala podsjećati na šparoge i pokošenu travu.

## Vanjske poveznice
- Mali podrum  Arhivirana inačica izvorne stranice od 28. rujna 2007. (Wayback Machine) - Auxerrois; hrvatska vina i proizvođači